# María Teresa Josefina Janicki
María Teresa Josefina Janicki   (segle XIX - valor desconegut) va ser una professora francesa que va residir a l'Uruguai i va ser mare de destacades professionals uruguaianes: Paulina Luisi, Clotilde Luisi, Luisa Luisi i Inés Luisi.

## Biografia
Era filla d'exiliats polonesos a França.
Va ser inspectora en un institut educatiu a Lió i membre d'un grup de dones que defensaven l'educació laica i el dret a vot de les dones. El 1880 aquesta lluita tindrà un èxit: les directores d'escola i les inspectores generals podien ser electores en els càrrecs del Consell Superior de la Instrucció Pública, i podien ser electores i escollides per als càrrecs dels Consells Departamentals de la Instrucció Pública.
En 1870 coneix a l'italià Àngel Luisi Pisano amb qui es casa, i poc després del matrimoni abandona França per radicar-se a Entre Ríos (Argentina) el 1872. El 1878 es traslladen a Paysandú (Uruguai).
El matrimoni Luisi-Janicki es va dedicar a l'educació en tots els seus aspectes, aportant els seus coneixements de noves idees pedagògiques com a impuls fonamental del desenvolupament de la llibertat, igualtat i fraternitat. Josefina organitza a Paysandú la primera escola amb una escola bressol a l'Uruguai el 1885.
Les seves filles van estudiar magisteri i tres d'elles van seguir estudis universitaris. Paulina Luisi va ser la primera dona metgessa a l'Uruguai, Inés Luisi també va ser doctora en medicina, Clotilde Luisi la primera dona advocada, i Luisa Luisi va ser educadora i poeta. Àngel Luisi va ser tècnic agrimensor i Hèctor Luisi contraalmirall.